# Transformada de Radon

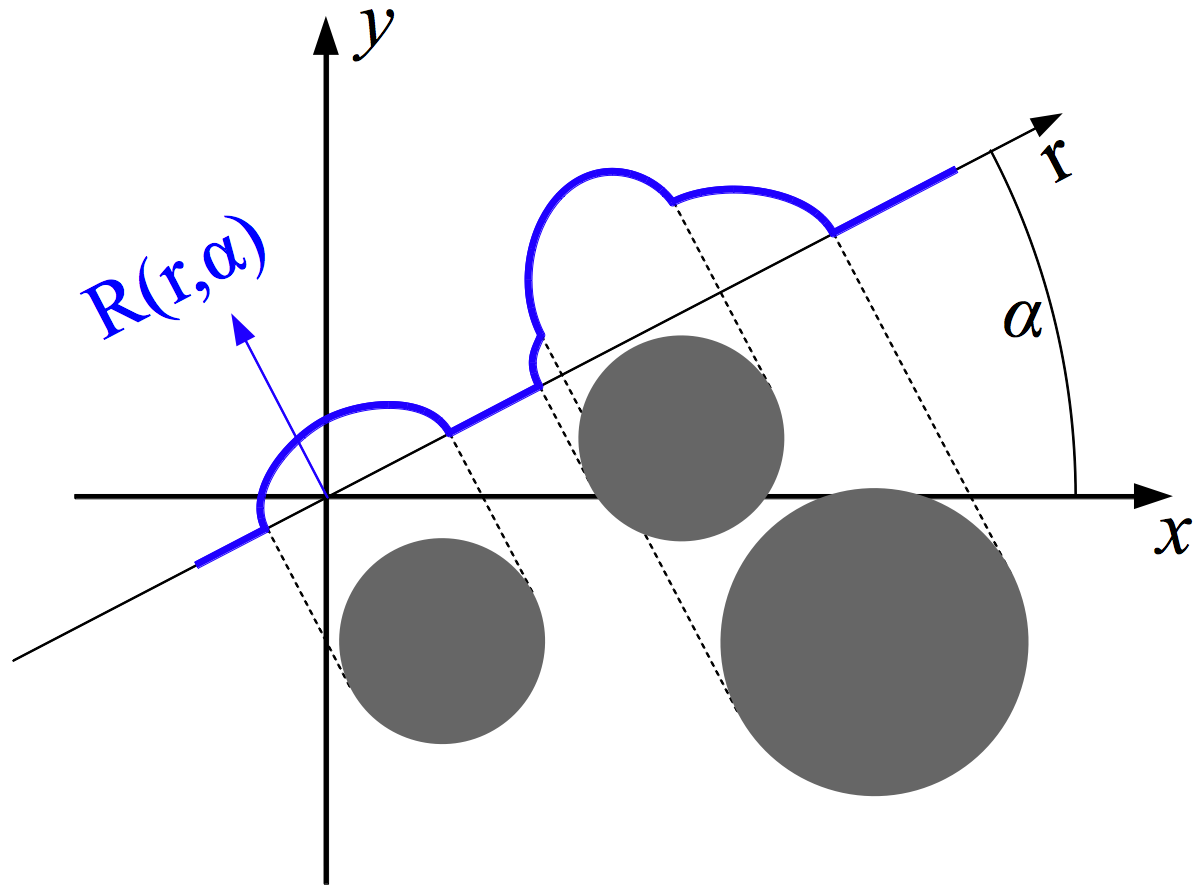
A transformada de Radon auxilia na análise de projeções de objetos sobre linhas retas.

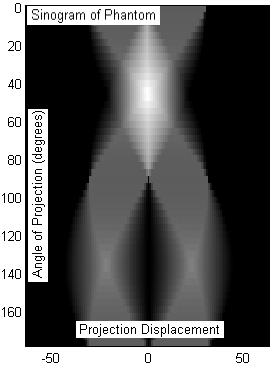
Transformada de Radon da função indicadora de dois quadrados mostrados na imagem abaixo. Regiões mais claras indicam valores maiores da função; preto indica zero (ver sinograma).

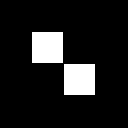
A função original f(x,y) é igual a um sobre a região branca e zero na região escura.

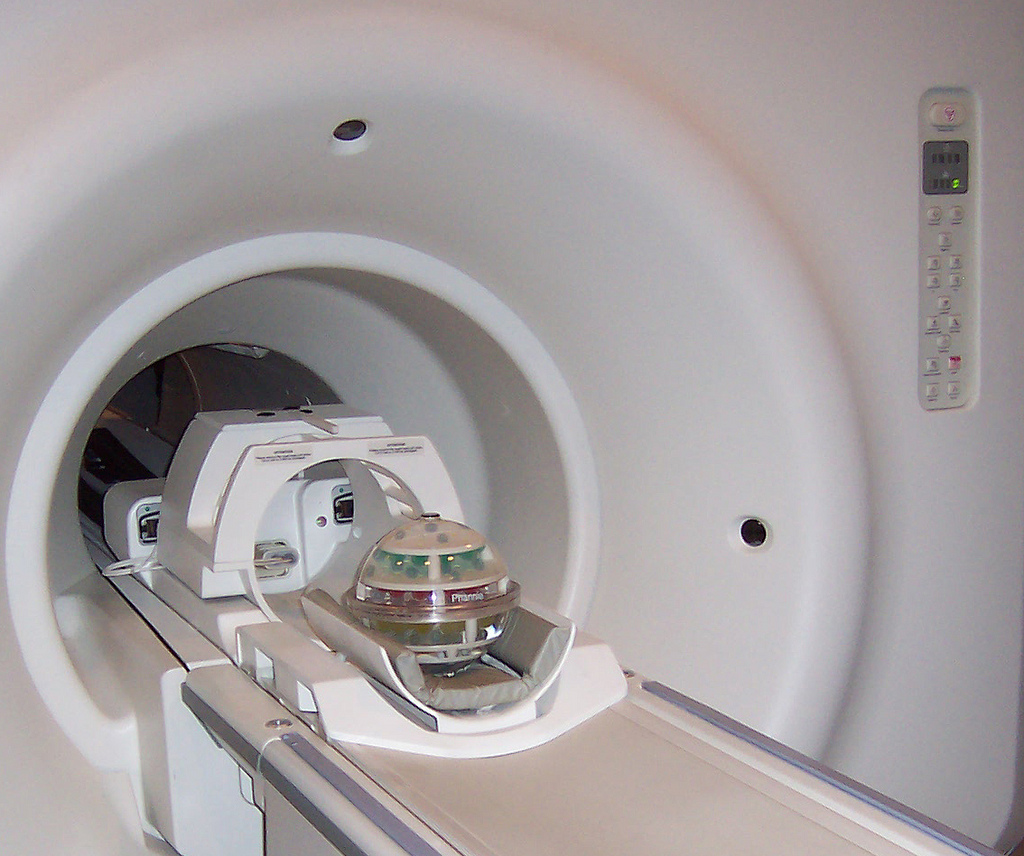
A teoria da transformada de Radon fornece a base matemática para a tomografia computadorizada.

Em matemática, a transformada de Radon em duas dimensões, nomeada em homenagem ao matemático austríaco Johann Radon, é a transformada integral consistindo da integral de uma função sobre linhas retas. A transformada foi introduzida por Johann Radon em 1917, que também forneceu uma fórmula para a transformada inversa. Radon posteriormente incluiu fórmulas para a transformada em três dimensões, na qual a integral é tomada sobre planos. Ela foi posteriormente generalizada para espaços Euclidianos de dimensões mais altas, e mais amplamente no contexto da geometria integral. O análogo complexo da transformada de Radon é conhecido como a transformada de Penrose.
A transformada de Abel é um caso especial da transformada de Radon bidimensional.
O tema do trabalho original de Radon era o que se conhece por problema da reconstrução a partir das projeções, isto é, como obter uma função f(x,y), não observável diretamente, a partir de suas projeções φx(y) medidas sobre o plano. Esse problema reveste-se de interesse em áreas tão diversas quanto diagnóstico por imagem, óptica, interferometria holográfica, geofísica, radioastronomia, cristalografia, microscopia, ciência dos materiais e também na matemática pura. De forma geral, a transformada de Radon é útil sempre que se deseja obter informação sobre a estrutura interna de um objeto através de uma sondagem do seu contorno. Entende-se que o advento da tomografia computadorizada na década de 1970 foi um fato extremamente relevante para o aumento do interesse da comunidade técnica nessa transformada. O problema da reconstrução a partir das projeções é resolvido pela transformada de Radon inversa.
Define-se também a transformada generalizada de Radon atribuindo-se um peso diferente para cada projeção.

## História
Radon demonstrou em 1917 como reconstruir uma função de duas variáveis a partir de suas integrais (de linha) sobre todas as linhas retas de um plano. Também generalizou seus resultados de forma a permitir a reconstrução a partir de linhas curvas, bem como expandiu as definições para dimensões superiores, com o objetivo de permitir a reconstrução de uma função de n variáveis a partir de suas projeções em todos os hiperplanos pertinentes.
Apesar de a transformada encontrar algumas aplicações na solução de algumas equações diferenciais parciais hiperbólicas, ela ficou praticamente esquecida até 1963, quando o físico Allan Cormack reconheceu que ela constituía a resposta matemática para o problema prático de obter mapas dos coeficientes de absorção de radiação para as diferentes seções do corpo humano. O engenheiro biomédico Godfrey Hounsfield, a par desses resultados, construiu uma nova e revolucionária máquina de raios X. Cormack e Hounsfield passaram a trabalhar juntos para aperfeiçoar as técnicas e finalmente desenvolveram a técnica de tomografia axial computadorizada, que lhes valeu o Prêmio Nobel de Fisiologia e Medicina de 1979.

## Definição

### Condições de existência
Um conjunto de condições suficiente para a existência da transformada de Radon é que a função f a ser transformada 
- seja infinitamente diferenciável e possua suporte compacto em {\displaystyle {\mathcal {C}}}
- seja infinitamente diferenciável e decresça de forma rápida em {\displaystyle {\mathcal {C}}}

Essas condições, no entanto, não são estritamente necessárias. Sob certas condições, é possível relaxá-las. No entanto, a maioria das funções encontrada nas aplicações práticas atende às condições acima.

### Domínios
O espaço Euclidiano n-dimensional, com n > 1, que é o domínio da função f que se deseja estudar, é chamado espaço de características (ing. feature space). f descreve a distribuição espacial de uma dada grandeza física, e será em geral função das coordenadas; a convenção adotada aqui é nomear essas coordenadas como x1, x2 ... xn, para maior generalidade. Em notação matricial, escreve-se simplesmente x.
A transformação de Radon mapeia a função f(x) em uma outra, que denotaremos por φ(), cujo domínio é chamado de espaço de Radon (ing. Radon space). Matematicamente, podemos escrever

{\displaystyle {\mathcal {R}}\{f(\mathbf {x} )\}\;=\;\phi (\mathbf {p} )\qquad (1a)}

onde p são as coordenadas p1, p2 ... pn desse espaço. Em geral, o espaço de características será descrito em coordenadas cartesianas e o de Radon, em coordenadas esféricas (no caso especial de duas dimensões, coordenadas polares).
Como a transformada de Radon está intimamente ligada à transformada de Fourier, é muito comum referenciar-se o domínio da frequência ou espaço de Fourier (ing. Fourier space), isto é, o domínio da função Fn(ω), que é a transformada de Fourier n-dimensional de f(x). Matematicamente, escreve-se

{\displaystyle {\mathcal {F}}_{n}\{f(\mathbf {x} )\}\;=\;F_{n}(\mathbf {\omega } )\qquad (1b)}

### Transformada bidimensional
A transformada de Radon bidimensional pode ser descrita por meio de diversas fórmulas. Uma delas é por meio de uma integral de linha:

{\displaystyle \phi (\rho ,\theta )\;=\;\int _{L}\cdot d\mathbf {l} \;=\;\int _{-\infty }^{\infty }f(\mathbf {r} )\cdot d\mathbf {l} \qquad (2a)}

onde r é o raio vetor do ponto definido pelas coordenadas x, no espaço de características, e L é a linha definida pelas coordenadas polares (ρ,θ) no espaço de Radon. Usando a convenção exposta mais acima, podemos escrever p = {ρ,θ} quando n = 2.

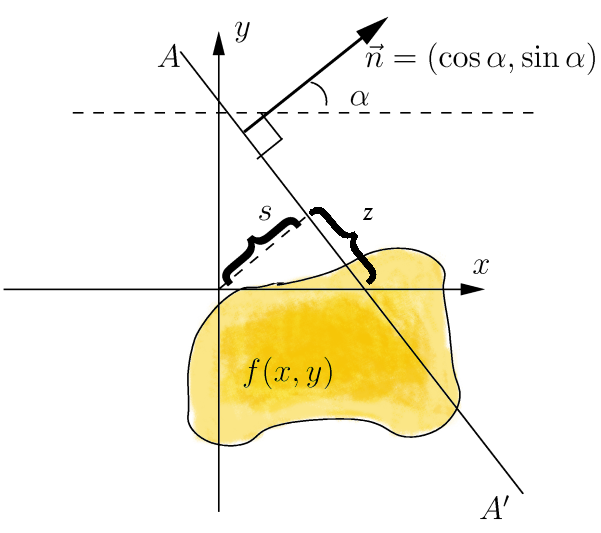
Definição da transformada bidimensional de Radon por meio da reta AA', expressão (2b) no texto.

Outra fórmula equivalente utiliza uma reta ξ, que passa pelo ponto x e pelo ponto p:

{\displaystyle \phi (\rho ,\mathbf {u_{\theta }} )\;=\;\int _{-\infty }^{\infty }f(\rho \mathbf {u_{\theta }} \;+\;t\mathbf {v_{\theta }} )\;dt\qquad (2b)}

onde uθ é um vetor unitário na direção do ponto p, vθ é um vetor unitário na direção da reta ξ (portanto, perpendicular a uθ), e t é a distância do ponto x ao ponto p (na figura ao lado, a reta ξ é a reta AA', o ângulo θ é chamado de α, o vetor uθ, de {\displaystyle {\vec {n}}} e o raio vetor r é chamado de s; as coordenadas x são chamadas, como é usual, de x e y).
Uma terceira formulação utiliza a função impulso unitário δ(x)

{\displaystyle \phi (\rho ,\theta )\;=\;\int _{-\infty }^{\infty }\int _{-\infty }^{\infty }f(x_{1},x_{2})\cdot \delta \left(\rho \;-\;x_{1}\cos(\theta )\;-\;x_{2}\sin(\theta )\right)\;dx_{1}\;dx_{2}\qquad (2c)}

onde as coordenadas x = {x1,x2} são frequentemente chamadas de x e y. A função impulso unitário é usada em (2c) para transformar a integral de linha sobre o raio vetor r numa integral dupla no plano.
Ainda outra formulação, baseada na reta ξ, como a expressão (2b) é

{\displaystyle \phi (\rho ,\mathbf {u_{\theta }} )\;=\;\int _{-\infty }^{\infty }\int _{-\infty }^{\infty }f(x_{1},x_{2})\cdot \delta \left(\rho \;-\;\mathbf {r} \cdot \mathbf {u_{\theta }} \right)\;dx_{1}\;dx_{2}\qquad (2d)}
que se verifica facilmente ser equivalente a (2c).
Uma formulação alternativa e muito útil de (2c) é a seguinte:

{\displaystyle \phi (\rho ,\zeta _{1},\zeta _{2})\;=\;\int _{-\infty }^{\infty }\int _{-\infty }^{\infty }f(x_{1},x_{2})\cdot \delta \left(\rho \;-\;x_{1}\cdot \zeta _{1}\;-\;x2\cdot \zeta _{2}\right)\;dx_{1}\;dx_{2}\qquad |\;\zeta _{1}\;=\;\cos(\theta )\;\land \;\zeta _{2}\;=\;\sin(\theta )\qquad (2e)}

Outra formulação alternativa é a expressão (2f)

{\displaystyle \phi (\rho ,\theta )\;=\;\left\{{\begin{matrix}{\frac {1}{|\cos(\theta )|}}\int _{-\infty }^{\infty }f(u,x_{2})\;dx_{2}&:&0\;\leq \;\theta \;<\;{\frac {\pi }{2}}\\\\{\frac {1}{|\sin(\theta )|}}\int _{-\infty }^{\infty }f(x_{1},v)\;dx_{1}&:&{\frac {\pi }{2}}\;<\;\theta \;\leq \;\pi \\\\u\;=\;{\frac {\rho }{\cos(\theta )}}\;-\;x_{2}\cdot \tan(\theta )\\\\v\;=\;{\frac {\rho }{\sin(\theta )}}\;-\;x_{1}\cdot \cot(\theta )\end{matrix}}\right.\qquad (2f)}

que permite o cálculo sobre os eixos coordenados separadamente.

### Interpretação geométrica

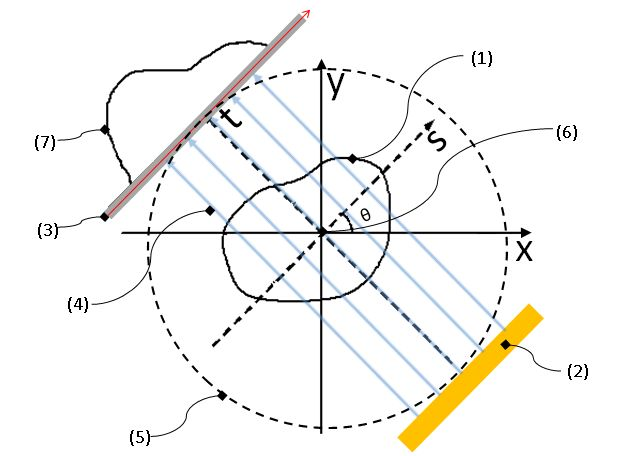
Relação entre a transformada de Radon e a radiografia: 1-Objeto radiografado; 2-Emissor de raios X; 3-Sensor; 4-Feixe de raios que atravessa o objeto, sofrendo uma atenuação; 5-Limites do aparelho, isto é, o domínio da função φ (na figura um espaço cartesiano {t,s}, não polar {ρ,θ}); 6-Origem dos sistemas de referência; 7-Medida obtida no detector, isto é, os valores de φ. Neste caso, a função f é a forma geométrica do corpo estudado.

A interpretação geométrica da transformada de Radon bidimensional leva à consideração do espaço de Radon como a superfície de um semicilindro de comprimento infinito e raio unitário. O parâmetro ρ é então a posição longitudinal de um ponto, contada a partir da origem convencionada, e variando no intervalo [∞,∞]; o parâmetro θ mede a posição angular do ponto a partir de uma origem convencionada, e varia no intervalo [0,π]. O fato de este intervalo ser [0,π] e não [0,2π] deve-se ao fato de δ(x), usada em  (2c) e (2d), ser uma função par.

### Interpretação física
A transformada de Radon pode ser considerada como o resultado de uma varredura que um dispositivo ("scanner"), cujo campo de medição tem a forma de uma faixa estreita (ou fatia), executa sobre a superfície de um objeto. A reta ξ, mencionada em relação às expressões (2b) e (2d), é o lugar geométrico de ρ constante; para cada valor do ângulo θ haverá uma reta correspondente ξθ. Essa reta representa a faixa lida pelo dispositivo. A operação de varredura corresponde ao deslizamento lateral dessa faixa, que fornece a medição contínua da propriedade física dada pela função f(x) no intervalo -∞ < ρ < ∞. O resultado é uma função contínua de ρ, que constitui um perfil de f(x) para um dado θ. A combinação de todos os perfis φ(ρ), correspondentes aos valores de θ no intervalo [0,π], fornece toda a informação possível sobre a distribuição da propriedade física. Essa combinação é a transformada de Radon φ(ρ,θ).
Por exemplo, suponhamos que esse dispositivo seja um aparelho de raios X: o feixe, ao atravessar o objeto radiografado, sofrerá uma atenuação proporcional à massa encontrada no percurso; um sensor medirá a intensidade dos raios que atingem o lado oposto e, portanto, fornecerá informações a respeito da densidade do objeto naquela direção específica. A φ(ρ,θ,ψ) é o conjunto de medições em todas as direções possíveis. A função f(x,y,z) representará então a densidade em todos os pontos do corpo, e pode ser obtida de φ(ρ,θ,ψ) por meio da transformada inversa de Radon.
Uma plotagem da função φ(ρ,θ) é chamada um sinograma.

### Transformada tridimensional
A equação (2d) permite a generalização para n = 3 dimensões. Podemos escrever

{\displaystyle \phi (\rho ,\mathbf {u_{\theta }} )\;=\;\int _{-\infty }^{\infty }\int _{-\infty }^{\infty }\int _{-\infty }^{\infty }f(x_{1},x_{2},x_{3})\cdot \delta \left(\rho \;-\;\mathbf {r} \cdot \mathbf {u_{\theta }} \right)\;dx_{1}\;dx_{2}\;dx_{3}\qquad (2g)}

onde o produto escalar r · uθ, em 3 dimensões, define um plano, e não uma linha. Uma outra forma útil indica explicitamente os ângulos θ1 (ângulo polar) e θ2 (ângulo azimutal):

{\displaystyle \phi (\rho ,\theta _{1},\theta _{2})\;=\;\int _{-\infty }^{\infty }\int _{-\infty }^{\infty }\int _{-\infty }^{\infty }f(x_{1},x_{2},x_{3})\cdot \delta \left(\rho \;-\;x_{1}\cdot \cos(\theta _{1})\cdot \sin(\theta _{2})\;-\;x_{2}\cdot \sin(\theta _{1})\cdot \sin(\theta _{2})\;-\;x_{3}\cdot \cos(\theta _{2})\right)\;dx_{1}\;dx_{2}\;dx_{3}\qquad (2h)}.

### Generalização para n dimensões
Uma pequena alteração em (2e) permite usá-la em qualquer número n de dimensões.

{\displaystyle \phi (\rho ,\mathbf {u_{\theta }} )\;=\;\int _{-\infty }^{\infty }\int _{-\infty }^{\infty }...\int _{-\infty }^{\infty }f(x_{1},x_{2},...,x_{n})\cdot \delta \left(\rho \;-\;\mathbf {r} \cdot \mathbf {u_{\theta }} \right)\;dx_{1}\;dx_{2}\;...\;dx_{n}\qquad (2i)}

## Propriedades
Nos itens seguintes, foram adotadas as seguintes convenções:
- a, b e c são constantes reais
- f(x) e g(x) são funções para as quais a transformada de Radon existe
- φ(p)/φ(ρ,θ)/φ(ρ,ς) é a transformada de Radon de f(x)
- γ(p)/γ(ρ,θ)/γ(ρ,ς) é a transformada de Radon de g(x)

As transformadas foram expressas de formas diferentes, conforme a conveniência, mas as propriedades não dependem da forma em que a transformada é escrita.

### Teorema da fatia central
A transformada de Radon está notavelmente associada à transformada de Fourier, de forma tal que

{\displaystyle {\mathcal {F}}_{1}\{{\mathcal {R}}\{f(\mathbf {x} )\}\}\;=\;{\mathcal {F}}_{1}\{\phi (\rho ,\theta )\}\;=\;{\mathcal {F}}_{n}\{f(\mathbf {x} )\}\qquad (3a)}

Essa expressão é chamada de teorema da fatia central e vale para qualquer número n de dimensões. Ela advém do fato de que a transformada de Fourier em uma dimensão de uma projeção de f(x) segundo um dado ângulo é simplesmente uma fatia da transformada de Fourier em n dimensões, se o ângulo for mantido fixo.

### Linearidade
A transformada de Radon é um operador linear. Assim
{\displaystyle {\mathcal {R}}\{a\cdot f(\mathbf {x} )\;+\;b\cdot g(\mathbf {x} )\}\;=\;a{\mathcal {R}}\{f(\mathbf {x} )\}\;+\;b{\mathcal {R}}\{g(\mathbf {x} )\}\qquad (3b)}

### Escalamento dos eixos
Essa propriedade também é referida como a propriedade da similaridade. Em duas dimensões, pode-se escrever:
{\displaystyle {\mathcal {R}}\{f(ax_{1},bx_{2})\}\;=\;{\frac {1}{|ab|}}\cdot \phi \left(\rho ,{\frac {\zeta _{1}}{a}},{\frac {\zeta _{2}}{b}}\right)\qquad (3c)}
Uma forma mais geral é a equação (3h), mais abaixo.

### Simetrias
A transformada de Radon é uma função par:
{\displaystyle \phi (-\mathbf {p} )\;=\;\phi (\mathbf {p} )\qquad (3d)}

Um outro tipo de simetria é ilustrado pela expressão (3e), que se refere à transformada bidimensional:
{\displaystyle \phi (\rho ,a\theta )\;=\;{\frac {1}{|a|}}\cdot \phi \left({\frac {\rho }{a}},\theta \right)\qquad (3e)}
Uma forma mais geral é a equação (3h), mais abaixo.

### Deslocamento dos eixos
Em duas dimensões, pode-se escrever:
{\displaystyle {\mathcal {R}}\{f(x_{1}-a,x_{2}-b)\}\;=\;\phi \left(\rho -a\zeta _{1}-b\zeta _{2},\theta \right)\qquad (3f)}

### Combinação linear de variáveis
As operações combinadas de escalamento e rotação dos eixos, em n dimensões, podem ser expressas de forma matricial. O resultado é a substituição do vetor original x por um vetor y = A·x. A transformada de Radon é dada por
{\displaystyle {\mathcal {R}}\{f(\mathbf {y} )\}\;=\;{\mathcal {R}}\{f(\mathbf {A} \cdot \mathbf {y} )\}\;=\;\left|\det \left\{{\frac {}{}}\mathbf {A} ^{-1}\right\}\right|\cdot \phi \left(\rho ,\left[\mathbf {A} ^{-1}\right]^{T}\cdot \mathbf {\zeta } \right)\qquad (3g)}
onde A é uma matriz de dimensão n x n e ς é o vetor {ς1, ς2, ... ςn}. No caso especial em que A é uma matriz ortogonal, A será sua própria inversa e também sua transposta, além de unitária e (3g) se simplifica para
{\displaystyle {\mathcal {R}}\{f(\mathbf {y} )\}\;=\;{\mathcal {R}}\{f(\mathbf {A} \cdot \mathbf {y} )\}\;=\;\phi \left(\rho ,\mathbf {A} \cdot \mathbf {\zeta } \right)}
Outro caso especial é aquele em que A e um múltiplo da matriz identidade 1. Nesse caso, (3g) se torna
{\displaystyle {\mathcal {R}}\{f(a\mathbf {x} )\}\;=\;\left|{\frac {1}{a^{n}}}\right|\cdot \phi \left(\rho ,{\frac {\mathbf {\zeta } }{a}}\right)\;=\;\left|{\frac {1}{a^{n-1}}}\right|\cdot \phi \left(a\cdot \rho ,\mathbf {\zeta } \right)\qquad (3h)}

### Derivadas
A transformada de Radon da derivada parcial de ordem j em relação à variável xk de f(x) é expressa por:
{\displaystyle {\mathcal {R}}\left\{{\frac {\partial ^{j}}{\partial x_{k}^{j}}}f(\mathbf {x} )\right\}\;=\;\zeta _{k}^{j}\cdot {\frac {\partial ^{j}}{\partial \rho ^{j}}}\phi (\rho ,\mathbf {\zeta } )\qquad (3i)}
Com relação à derivada parcial de primeira ordem em relação à variável ςk da transformada, pode-se escrever
{\displaystyle {\frac {\partial }{\partial \zeta _{k}}}{\mathcal {R}}\left\{f(\mathbf {x} )\right\}\;=\;-{\frac {\partial }{\partial \rho }}{\mathcal {R}}\left\{x_{k}\cdot f(\mathbf {x} )\right\}\qquad (3j)}
e a partir de (3j) obter as derivadas de ordem superior.

### Convolução
A transformada de Radon da convolução bidimensional de duas funções f(x) g f(x) é igual à convolução unidimensional das transformadas de cada função:

{\displaystyle {\mathcal {R}}\{f(\mathbf {x} )\;**\;g(\mathbf {x} )\}\;=\;\phi (\rho ,\mathbf {\zeta } )\;*\;\gamma (\rho ,\mathbf {\zeta } )\qquad (3k)}

### Relação com a transformada de Hankel
A transformada de Radon bidimensional se relaciona com a transformada de Hankel de ordem ν {\displaystyle {\mathcal {K}}} por meio da seguinte expressão, em forma de operadores:
{\displaystyle {\mathcal {K}}_{\nu }\;=\;\left({\frac {1}{(-i)^{\nu }\cdot e^{i\nu \theta }}}\right)\;{\mathcal {F}}\;{\mathcal {R}}\;\;\;\;\;(3l)}

## A transformada inversa de Radon

### Transformada bidimensional
Uma fórmula para a inversão da transformação de Radon bidimensional é a seguinte:
{\displaystyle f(x_{1},x_{2})\;=\;{\mathcal {R}}^{-1}\{\phi (\rho ,\theta )\}\;=\;-{\frac {1}{2\pi ^{2}}}\int _{0}^{\pi }\left[\int _{-\infty }^{\infty }{\frac {\gamma (\rho ,\theta )}{\rho \;-\;x_{1}\cdot \cos(\theta )\;-\;x_{2}\cdot \sin(\theta )}}\;d\rho \right]\;d\theta \qquad |\;\gamma (\rho ,\theta )\;=\;{\frac {\partial }{\partial \rho }}\phi (\rho ,\theta )\qquad (4a)}
onde o valor entre colchetes é o valor principal de Cauchy da integral (indefinida).
A transformada inversa bidimensional também pode ser expressa através da transformada de Hilbert de γ(ρ,θ), considerando-se que a variável θ é uma constante na integral entre colchetes e substituindo a variável v = x1cos(θ) + x2sin(θ)
{\displaystyle f(x_{1},x_{2})\;=\;{\mathcal {R}}^{-1}\{\phi (\rho ,\theta )\}\;=\;-{\frac {1}{2\pi }}\int _{0}^{\pi }\left.\Gamma (v)\right|_{v=x_{1}\cos(\theta )+x_{2}\sin(\theta )}\;d\theta \qquad (4b)}
{\displaystyle \Gamma (v)\;=\;{\mathcal {H}}\{\gamma (\rho )\}\;=\;{\frac {1}{\pi }}\int _{-\infty }^{\infty }{\frac {\gamma (u)}{u\;-\;v}}\;du\qquad (4c)}
Após obter-se Γ(v) por (4c), substitui-se v = x1cos(θ) + x2sin(θ) de forma a obter-se Γ(θ), com x1 e x2 constantes, e integra-se (4b).

### Transformada tridimensional
Uma expressão possível para a transformada inversa tridimensional é
{\displaystyle f(x_{1},x_{2},x_{3})\;=\;{\mathcal {R}}^{-1}\{\phi (\rho ,\theta _{1},\theta _{2})\}\;=\;-{\frac {1}{8\pi ^{2}}}\int \!\!\!\int \limits _{\Omega }\Phi (\theta _{1},\theta _{2})d\theta _{1}d\theta _{2}\qquad (4d)}
{\displaystyle \Phi (\theta _{1},\theta _{2})\;=\;\left.{\frac {\partial ^{2}}{\partial \rho ^{2}}}\phi (\rho ,\theta _{1},\theta _{2})\right|_{\rho =v}\qquad |\;v\;=\;x_{1}\cdot \cos(\theta _{1})\cdot \sin(\theta _{2})\;+\;x_{2}\cdot \sin(\theta _{1})\cdot \sin(\theta _{2})\;+\;x_{3}\cdot \cos(\theta _{2})\qquad (4e)}
onde a integral dupla em (4d) deve ser avaliada sobre a curva Ω, que é a esfera de raio unitário. Em (4e), a derivada parcial, após obtida, deve ter o parâmetro ρ substituído, de forma a obter-se uma função apenas de θ1 e θ2.
Uma formulação alternativa de (4d) é a seguinte:
{\displaystyle f(x_{1},x_{2},x_{3})\;=\;{\mathcal {R}}^{-1}\{\phi (\rho ,\theta _{1},\theta _{2})\}\;=\;-{\frac {1}{8\pi ^{2}}}\nabla ^{2}\int \!\!\!\int \limits _{\Omega }\phi (v,\theta _{1},\theta _{2})d\theta _{1}d\theta _{2}\qquad (4f)}
onde ∇2 é o operador Laplaciano.

### Caso geral: n dimensões
Com a definição do operador auxiliar {\displaystyle {\mathcal {Y}}}
{\displaystyle {\mathcal {Y}}\{\phi (\rho ,\theta )\}\;=\;\Phi (v)\;=\;\left\{{\begin{matrix}{\frac {1}{2}}(2\pi i)^{1-n}\left.\left[{\frac {\partial ^{n-1}}{\partial \rho ^{n-1}}}\phi (\rho ,\theta )\right]\right|_{\rho =v}&:&{\text{n ímpar}}\\\\{\frac {1}{2i}}\left(2\pi i\right)^{1-n}\cdot \left.\left[{\mathcal {H}}\left\{\left({\frac {\partial ^{n-1}}{\partial \rho ^{n-1}}}\phi (\rho ,\theta )\right)\right\}\right]\right|_{\rho =v}&:&{\text{n par}}\end{matrix}}\right.\qquad (4g)}
é possível escrever uma fórmula geral para a transformada inversa de Radon para qualquer valor de n > 1:
{\displaystyle f(\mathbf {x} )\;=\;{\mathcal {R}}^{-1}\{\phi (\rho ,\mathbf {\theta } )\}\;=\;\int \!\!\!\int \limits _{\Omega }{\mathcal {Y}}\{\phi (\mathbf {\theta } )\}\;d\mathbf {\theta } \qquad (4h)}.

## Exemplos

### Exemplo de aplicação
Em aplicações práticas, é impossível obter perfis para todos os valores de θ, ou seja, variando θ de forma contínua como se faz com ρ. Em tomografia computadorizada, um número finito perfis contínuos φ(ρ) são obtidos para vários ângulos θ, normalmente espaçados do mesmo valor Δθ. No entanto, na maioria dos casos, perfis para ângulos intermediários podem ser obtidos por interpolação. A exemplo de todas as situações práticas, aqui é necessário usar métodos numéricos e a versão discreta das transformadas, em lugar das versões contínuas.
A distribuição bidimensional obtida, φ(ρ,θ), poderia ser usada para obter-se a função desejada f(x,y) através da transformada discreta inversa de Fourier bidimensional, de acordo com o teorema da fatia central. Entretanto isso exigiria primeiro mapear do plano polar (espaço de Radon) para o plano cartesiano (espaço de Fourier), transformando φ(ρ,θ) em F(u,v), uma operação bastante onerosa devido às interpolações necessárias para obter-se uma densidade uniforme dos pontos a ser trabalhados. Em lugar disso, pode-se aplicar uma técnica conhecida como retroprojeção (ing. backprojection) modificada:
1. calcula-se a convolução de cada perfil φ(ρ) com uma função normalizadora G(ρ), obtendo um perfil modificado ψ(ρ) para cada valor de θ
2. aplica-se a transformação de retroprojeção a cada perfil modificado ψ(ρ), obtendo uma função B(ρ) para cada valor de θ
3. acumulam-se os valores dos diversos B(ρ) sobre o plano (x,y), a partir dos respectivos valores de ρ e θ

O objetivo do primeiro passo é "normalizar" a distribuição dos valores medidos, cuja densidade é inversamente proporcional ao raio ρ. O segundo passo produz uma distribuição uniforme de cada perfil modificado numa direção perpendicular ao respectivo ângulo θ. Com isso se obtém uma distribuição uniforme de pontos no plano sem a necessidade de interpolações.
A função normalizadora é
{\displaystyle G(\rho )\;=\;2\cdot \omega _{M}\cdot \operatorname {sinc} (2\cdot \omega _{M}\cdot \rho )\;-\;\omega _{M}\cdot \operatorname {sinc} ^{2}(\omega _{M}\cdot \rho )\qquad (5a)}
onde ωM é uma frequência espacial superior a todas as frequências (u,v) presentes no sinal tratado e sinc(x) é a função seno cardinal. G(ρ) é a transformada de Fourier de uma função g(ω)
{\displaystyle g(\omega )\;=\;\operatorname {rect} \left({\frac {\omega }{2\omega _{M}}}\right)\;-\;\operatorname {tri} \left({\frac {\omega }{\omega _{M}}}\right)\qquad \omega \;=\;{\sqrt {u^{2}\;+\;v^{2}}}\qquad (5b)}
onde rect(x) é a função retangular e tri(x), a função triangular.

### Exemplos de cálculo de transformada direta

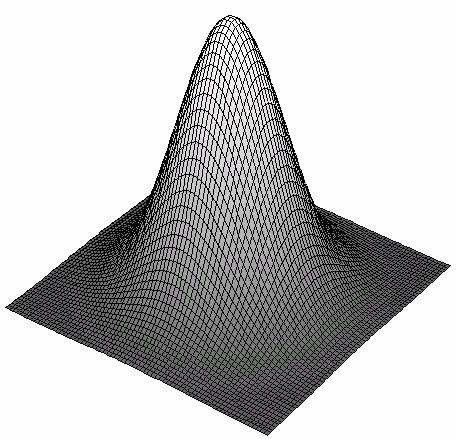
Gráfico de uma função gaussiana bidimensional.

#### Cálculo por integração direta
Vamos calcular a transformada de Radon de uma função gaussiana bidimensional, dada por {\displaystyle f(x,y)\;=\;e^{-(x^{2}+y^{2})}} a partir de integração direta. Partindo da expressão (2c)

{\displaystyle \phi (\rho ,\theta )\;=\;\int _{-\infty }^{\infty }\int _{-\infty }^{\infty }e^{-(x^{2}+y^{2})}\cdot \delta \left(\rho \;-\;x\cos(\theta )\;-\;y\sin(\theta )\right)\;dx\;dy}

Com uma substituição de variáveis:

{\displaystyle \phi (\rho ,\theta )\;=\;\int _{-\infty }^{\infty }\int _{-\infty }^{\infty }e^{-(u^{2}+v^{2})}\cdot \delta \left(\rho \;-\;u\right)\;du\;dv\qquad |\;u=x\cos(\theta )-y\sin(\theta ),\;v={\sqrt {x^{2}-y^{2}-u^{2}}}}

{\displaystyle \phi (\rho ,\theta )\;=\;\int _{-\infty }^{\infty }e^{-(\rho ^{2}+v^{2})}\;dv\;=\;e^{-\rho ^{2}}\int _{-\infty }^{\infty }e^{-v^{2}}\;dv\;=\;e^{-\rho ^{2}}\cdot {\sqrt {\pi }}}

Devido à simetria circular da função f(x,y), a transformada é função apenas de ρ, não de θ.

#### Cálculo pelo teorema da fatia central
Vamos calcular a transformada de Radon de uma função gaussiana bidimensional, dada por {\displaystyle f(x,y)\;=\;e^{-(x^{2}+y^{2})}}, desta vez a partir do teorema da fatia central, equação (3a). Em primeiro lugar, calcula-se a transformada de Fourier bidimensional de f:
{\displaystyle {\mathcal {F}}_{2}\{f(x,y)\}\;=\;\int _{-\infty }^{\infty }\int _{-\infty }^{\infty }e^{-(x^{2}+y^{2})}\cdot e^{-i2\pi (ux+vy)}\;dx\;dy}
Mudando para coordenadas polares
{\displaystyle {\mathcal {F}}_{2}\{f(x,y)\}\;=\;\int _{0}^{\infty }\int _{0}^{2\pi }e^{-(r^{2}\cos ^{2}(\theta )+r^{2}\sin ^{2}(\theta ))}\cdot e^{-i2\pi (ur\cos(\theta )+vr\sin(\theta ))}\;d\theta \cdot r\;dr}
{\displaystyle {\mathcal {F}}_{2}\{f(x,y)\}\;=\;\int _{0}^{\infty }r\cdot e^{-r^{2}}\cdot \int _{0}^{2\pi }e^{-i2\pi qr\cos(\theta -\alpha )}\;d\theta \;dr\qquad |\;q={\sqrt {u^{2}+v^{2}}},\;\alpha =\arctan \left({\frac {v}{u}}\right)}
{\displaystyle {\mathcal {F}}_{2}\{f(x,y)\}\;=\;\int _{0}^{\infty }r\cdot e^{-r^{2}}\cdot 2\pi \cdot J_{0}(2\pi qr)\;dr\;=\;\pi e^{-\pi ^{2}q^{2}}}
onde J0 é a função de Bessel de primeira espécie de ordem 0. Aplica-se em seguida a transformada inversa de Fourier (unidimensional) para obter-se a transformada de Radon
{\displaystyle {\mathcal {R}}\{f(x,y)\}\;=\;{\mathcal {F}}^{-1}\{{\mathcal {F}}_{2}\{f(x,y)\}\}\;=\;\int _{-\infty }^{\infty }\pi e^{-\pi ^{2}q^{2}}\cdot e^{i2\pi q\rho }\;dq\;=\;{\sqrt {\pi }}\cdot e^{-\rho ^{2}}}

### Métodos de inversão práticos
Como mencionado acima, a maior dificuldade encontrada nas aplicações práticas é que a inversão não pode ser executada analiticamente, a partir das equações (4a) a (4f), como exemplificado no item anterior, porque o número de perfis disponível, obtido a partir de dispositivos físicos reais, é sempre finito, além de apresentarem outros problemas que dependem de cada caso específico. Esse problema é comum a outras transformadas integrais, mas a transformada de Radon ainda sofre de duas dificuldades particulares:
- o teorema da indeterminação estabelece que a transformada inversa de Radon é única no sentido de ser inequivocamente determinada por um número infinito de projeções φ(ρ), mas não por qualquer número finito de projeções; no entanto, sabe-se que é sempre possível obter uma reconstrução boa o suficiente a partir de um número adequado, isto é, suficientemente grande, de perfis.
- sabe-se que pequenas variações em φ(ρ,θ) produzem grandes variações na inversa f(x); esse problema é conhecido como o problema da estabilidade da reconstrução.

Uma inversão baseada no teorema da fatia central (3a) também seria complexa e computacionalmente dispendiosa. Por isso, os métodos de inversão práticos, também chamados de métodos de reconstrução, revestem-se de grande importância. A exposição que segue limita-se ao caso bidimensional.

#### Retroprojeção
A mais importante técnica de reconstrução é conhecida como retroprojeção. Ela se baseia na transformação 
{\displaystyle {\mathcal {B}}\{\gamma (\rho ,\theta )\}\;=\;g(x,y)\;=\;\int _{0}^{\pi }\gamma \left({\frac {}{}}x\cdot \cos(\theta )\;+\;y\cdot \sin(\theta ),\theta \right)\;d\theta \qquad (5k)}
que mapeia a função γ do espaço de Radon para o espaço de características.
Geometricamente, a operação de retroprojeção é a média das contribuições de γ ao longo de todas as retas que passam pelo ponto (x,y). Matematicamente, o operador {\displaystyle 2{\mathcal {B}}} é o adjunto do operador {\displaystyle {\mathcal {R}}}, ou seja
{\displaystyle \langle 2{\mathcal {B}}\{\phi (\rho ,\theta )\},f(x,y)\rangle \;=\;\int _{-\infty }^{\infty }\int _{-\infty }^{\infty }2{\mathcal {B}}\{\phi (\rho ,\theta )\}\cdot f(x,y)\;dx\;dy\;=\;\int _{-\infty }^{\infty }\int _{-\infty }^{\infty }\int _{0}^{2\pi }\phi (\rho ,\theta )\cdot f(x,y)\;d\theta \;dx\;dy\;=\;\langle \phi (\rho ,\theta ),{\mathcal {R}}\{f(x,y)\}\rangle \qquad (5l)}
Uma propriedade útil dessa transformação é a seguinte:
{\displaystyle {\mathcal {B}}\{{\mathcal {R}}\{f(x,y)\}\;=\;{\mathcal {B}}\{\phi (\rho ,\theta )\}\;=\;f(x,y)\;*\;{\frac {1}{\sqrt {x^{2}\;+\;y^{2}}}}\qquad (5m)}

#### Método das retroprojeções filtradas
As equações da transformada inversa (4a) ou (4b)/(4c) podem ser reescritas em forma mais concisa em função da transformação de retroprojeção como
{\displaystyle f(x,y)\;=\;{\mathcal {R}}^{-1}\{\phi (\rho ,\theta )\}\;=\;-{\frac {1}{2\pi }}{\mathcal {B}}\left\{\left.\Gamma (v)\right|_{v=x_{1}\cos(\theta )+x_{2}\sin(\theta )}\right\}\qquad \Gamma (v)\;=\;{\mathcal {H}}\left\{{\frac {\partial }{\partial \rho }}\;\phi (\rho ,\theta )\right\}\qquad (4i)}
Em forma de operadores: {\displaystyle {\mathcal {R}}^{-1}\;=\;-{\frac {1}{2\pi }}{\mathcal {B}}{\mathcal {H}}\mathbf {\partial } }. Como mencionado acima, essa forma, se aplicada diretamente, demandaria grande esforço computacional. Mas, se aplicarmos a transformada de Fourier à função Γ(v), obteremos o seguinte, devido às propriedades específicas da transformada de Hilbert e da propriedade da derivação da transformada de Fourier
{\displaystyle {\mathcal {F}}\{\Gamma (v)\}\;=\;{\mathcal {F}}\left\{{\mathcal {H}}\left\{{\frac {\partial }{\partial \rho }}\;\phi (\rho ,\theta )\right\}\right\}\;=\;\left[i\cdot sgn(\omega )\right]\cdot \left[i\cdot \omega \right]{\mathcal {F}}\{\phi (\rho ,\theta )\}\;=\;-|\omega |\cdot {\mathcal {F}}\{\phi (\rho ,\theta )\}}. 
onde sgn(x) é a função sinal. Aplicando a transformada inversa de Fourier à equação acima, teremos, devido ao teorema da convolução
{\displaystyle \Gamma (v)\;=\;-{\mathcal {F}}^{-1}\{|\omega |\}\;*\;\phi (\rho ,\theta )}
E (4i) pode ser reescrita como
{\displaystyle f(x,y)\;=\;{\frac {1}{2\pi }}{\mathcal {B}}\{g_{||}(\rho )\;*\;\phi (\rho ,\theta )\}\qquad g_{||}(\rho )\;=\;{\mathcal {F}}^{-1}\{|\omega |\}\qquad (4j)}
onde a função g||(ρ) é a função normalizadora. A expressão (4j) fornece um método alternativo para inversão, bastante simples e computacionalmente eficiente, contanto que uma função g|| possa ser encontrada. O problema é que a função |ω| não é quadrado integrável em L1, e sua transformada inversa de Fourier, apesar de existir, não é bem comportada; em aplicações práticas, deve-se utilizar um filtro com a resposta em frequência aproximada.

#### Método do filtro das retroprojeções
Aplicando a transformada de Fourier a (5m), teremos, devido ao teorema da convolução (bidimensional)
{\displaystyle {\mathcal {F}}_{2}\{{\mathcal {B}}\{\phi (\rho ,\theta )\}\}\;=\;{\mathcal {F}}_{2}\{f(x,y)\}\cdot {\mathcal {F}}_{2}\left\{{\frac {1}{\sqrt {x^{2}\;+\;y^{2}}}}\right\}\;=\;{\mathcal {F}}_{2}\{f(x,y)\}\cdot {\frac {1}{|\mathbf {\omega } |}}}
{\displaystyle {\mathcal {F}}_{2}\{f(x,y)\}\;=\;|\mathbf {\omega } |\cdot {\mathcal {F}}_{2}\{{\mathcal {B}}\{\phi (\rho ,\theta )\}\}}
Aplicando a transformada inversa de Fourier à equação acima, teremos, novamente devido ao teorema da convolução
{\displaystyle {\mathcal {F}}_{2}^{-1}\{{\mathcal {F}}_{2}\{f(x,y)\}\}\;=\;{\mathcal {F}}_{2}^{-1}\{|\mathbf {\omega } |\}\;**\;{\mathcal {F}}_{2}^{-1}\{{\mathcal {F}}_{2}\{{\mathcal {B}}\{\phi (\rho ,\theta )\}\}\}}
{\displaystyle f(x,y)\;=\;g_{||}(\rho ,\theta )\;**\;{\mathcal {B}}\{\phi (\rho ,\theta )\}\qquad g_{||}(\rho ,\theta )\;=\;{\mathcal {F}}_{2}^{-1}\{|\mathbf {\omega } |\}\qquad (4k)}
onde a função g||(ρ,θ) é outra função normalizadora, aqui em L2. Neste outro método alternativo, novamente um filtro com uma resposta em frequência aproximada deve ser empregado.

### Expansão em séries
A função φ(ρ,θ), por ser expressa em coordenadas polares, é necessariamente uma função periódica, com período 2π. Assim, pode ser representada em série de Fourier, como qualquer função periódica. Se escolhermos a forma de representação genérica dada por
{\displaystyle \phi (\rho ,\theta )\;=\;\sum _{k=0}^{\infty }a_{k}\;e^{ik\theta }\qquad (2j)}
os coeficientes ak serão função do parâmetro ρ, por isso escreveremos ak(ρ). Os valores são, de acordo com a definição,
{\displaystyle a_{k}(\rho )\;=\;\left\{{\begin{matrix}{\frac {1}{2\pi }}\int _{0}^{2\pi }\phi (\rho ,\theta )\cdot e^{-ik\theta }\;d\theta &:&\rho \;\geq \;0\\\\(-1)^{k}a_{k}(\rho )&:&\rho \;<\;0\end{matrix}}\right.}
Demonstra-se que a expressão acima pode ser escrita em termos dos coeficientes  bk da série de Fourier da função original, expressa em coordenadas polares, f(r,α):
{\displaystyle a_{k}(\rho )\;=\;\left\{{\begin{matrix}2\int _{\rho }^{\infty }b_{k}(r)\cdot \left[\left(1\;-\;{\frac {\rho ^{2}}{r^{2}}}\right)\right]^{-{\frac {1}{2}}}\cdot {\mathcal {T}}\left\{{\frac {\rho }{r}}\right\}\;dr&:&\rho \;\geq \;0\\\\(-1)^{k}a_{k}(\rho )&:&\rho \;<\;0\end{matrix}}\right.\qquad (2k)}
onde o operador {\displaystyle {\mathcal {T}}} denota a transformada de Tchebychev. Os coeficientes bk são função do raio vetor r. A partir de (2k), obtém-se uma expressão para a série de Fourier de f(r,α):
{\displaystyle f(r,\alpha )\;=\;\sum _{k=0}^{\infty }b_{k}\;e^{ik\alpha }\qquad (4l)}
{\displaystyle b_{k}(r)\;=\;{\frac {1}{2\pi }}\int _{0}^{2\pi }f(r,\alpha )\cdot e^{-ik\alpha }\;d\alpha \;=\;\left\{{\begin{matrix}{\frac {1}{\pi r}}\int _{r}^{\infty }\left[{\frac {\partial }{\partial \rho }}\phi (\rho ,\theta )\right]\cdot \left[\left({\frac {\rho ^{2}}{r^{2}}}\;-\;1\right)\right]^{-{\frac {1}{2}}}\cdot {\mathcal {T}}\left\{{\frac {\rho }{r}}\right\}\;d\rho &:&r\;\geq \;0\\\\(-1)^{k}b_{k}(r)&:&r\;<\;0\end{matrix}}\right.\qquad (4m)}
Os resultados podem ser expandidos para maiores dimensões. O espaço de Radon pode ser também submetido a uma transformação conforme de forma a ser mapeado no círculo de raio unitário. Dessa forma, em lugar da série de Fourier pode ser usada qualquer base ortonormal para a representação por séries. As expressões assim obtidas podem ser usadas para inversão. Em casos específicos, com uma escolha adequada da base, esse método pode ser bem sucedido, se obtiver-se estabilidade numérica no cálculo dos coeficientes.

## Casos especiais

### Simetria circular
No caso bidimensional, se a função f(x,y) possui simetria circular, podemos escrever f(x,y) = f(r). A transformada de Radon será uma função apenas de ρ, e podemos fazer θ = 0. Assim, ς1 = 1 e ς2 = 0, e a equação (2c) se simplifica para 
{\displaystyle \phi (\rho )\;=\;2\int _{\rho }^{\infty }{\frac {u\cdot f(u)}{\sqrt {u^{2}\;-\;\rho ^{2}}}}\;du\qquad |\;\rho \;>\;0\qquad (6a)}
que é a definição da transformada de Abel.

### Simetria esférica
No caso tridimensional, se a função f(x,y,z) possui simetria esférica, podemos escrever f(x,y,z) = f(r). A transformada de Radon será uma função apenas de ρ, e podemos fazer θ = ψ = 0. Assim, ς1 = ς2 = 0 e ς3 = 1, e a equação (2e) se simplifica para 
{\displaystyle \phi (\rho )\;=\;2\pi \int _{\rho }^{\infty }u\cdot f(u)\;du\qquad |\;\rho \;>\;0\qquad (6b)}
Neste caso, a função f(u), ou seja, f(r), pode ser obtida facilmente diferenciando-se a equação (6b), em vez de aplicar-se a transformada inversa
{\displaystyle f(r)\;=\;-{\frac {1}{2\pi r}}\;{\frac {d}{dr}}\phi (r)\qquad (6c)}.

## Teorema de Parseval
A transformada de Radon conserva a energia da função original, uma propriedade conhecida como Teorema de Parseval, relação de Parseval ou ainda Teorema de Plancherel. Entretanto, a expressão desse teorema, no caso da transformada de Radon, é um pouco mais complexa do que no caso de outras transformadas integrais. Em forma de operadores:
{\displaystyle \langle f,f\rangle \;=\;\langle {\mathcal {F}}f,{\mathcal {F}}f\rangle \;=\;\langle {\mathcal {R}}f,{\mathcal {Y}}{\mathcal {R}}f\rangle \qquad (3l)}
onde o operador {\displaystyle {\mathcal {Y}}} é definido por (4h).

## Tabela de transformadas de Radon
| {\displaystyle f(x)} | {\displaystyle \phi (\rho ,\theta )} |
| --- | --- |
| {\displaystyle e^{-(x^{2}\;+\;y^{2})}} | {\displaystyle {\sqrt {\pi }}\;e^{-\rho ^{2}}} |
| {\displaystyle (x^{2}\;+\;y^{2})\cdot e^{-(x^{2}\;+\;y^{2})}} | {\displaystyle {\sqrt {\pi }}\;\left(\rho ^{2}\;+\;{\frac {1}{2}}\right)\cdot e^{-\rho ^{2}}}                                                                  |
| {\displaystyle x\cdot e^{-(x^{2}\;+\;y^{2})}} | {\displaystyle {\sqrt {\pi }}\;e^{-\rho ^{2}}\cdot \cos(\theta )}                                                                                              |
| {\displaystyle y\cdot e^{-(x^{2}\;+\;y^{2})}} | {\displaystyle {\sqrt {\pi }}\;e^{-\rho ^{2}}\cdot \sin(\theta )}                                                                                              |
| {\displaystyle x^{2}\cdot e^{-(x^{2}\;+\;y^{2})}} | {\displaystyle {\sqrt {\pi }}\;\left(\rho ^{2}\cos ^{2}(\theta )\;+\;{\frac {\sin ^{2}(\theta )}{2}}\right)\cdot e^{-\rho ^{2}}}                               |
| {\displaystyle y^{2}\cdot e^{-(x^{2}\;+\;y^{2})}} | {\displaystyle {\sqrt {\pi }}\;\left(\rho ^{2}\sin ^{2}(\theta )\;+\;{\frac {\cos ^{2}(\theta )}{2}}\right)\cdot e^{-\rho ^{2}}}                               |
| {\displaystyle e^{-(ax^{2}\;+\;by^{2})}} | {\displaystyle {\sqrt {\frac {\pi }{\|ab\|\psi (\theta )}}}\cdot e^{-{\frac {\rho ^{2}}{\psi (\theta )}}}}                                                     |
| {\displaystyle \delta (x\;-\;a)\cdot \delta (y\;-\;a)} | {\displaystyle \delta (\rho \;-\;a\cos(\theta )\;-\;b\sin(\theta ))}                                                                                           |
| {\displaystyle \chi \left({\sqrt {x^{2}\;+\;y^{2}}}\right)} | {\displaystyle 2{\sqrt {(1\;-\;\rho ^{2})}}\cdot \chi (\rho )}                                                                                                 |
| {\displaystyle x^{2}\cdot \chi \left({\sqrt {x^{2}\;+\;y^{2}}}\right)} | {\displaystyle {\sqrt {(1\;-\;\rho ^{2})}}\cdot \left[2\rho ^{2}\cdot \cos ^{2}(\theta )\;+\;{\frac {2}{3}}\;(1\;-\;\rho ^{2})\cdot \sin ^{2}(\theta )\right]} |
| {\displaystyle y^{2}\cdot \chi \left({\sqrt {x^{2}\;+\;y^{2}}}\right)} | {\displaystyle {\sqrt {(1\;-\;\rho ^{2})}}\cdot \left[2\rho ^{2}\cdot \sin ^{2}(\theta )\;+\;{\frac {2}{3}}\;(1\;-\;\rho ^{2})\cdot \cos ^{2}(\theta )\right]} |
| {\displaystyle (x^{2}\;+\;y^{2})\cdot \chi \left({\sqrt {x^{2}\;+\;y^{2}}}\right)} | {\displaystyle {\frac {2}{3}}\;{\sqrt {(1\;-\;\rho ^{2})}}\cdot (2\rho ^{2}\;+\;1)}                                                                            |
| onde: - {\displaystyle \chi (x)\,} é a função indicadora para o círculo de raio unitário - {\displaystyle \delta (x)\,} é a função impulso unitário - {\displaystyle \psi (\theta )\;=\;{\frac {\cos ^{2}(\theta )}{a}}\;+\;{\frac {\sin ^{2}(\theta )}{b}}} - {\displaystyle a,b\in {\mathcal {R}}} | |